# Station Newport (Essex)
Newport (Essex) is een spoorwegstation van National Rail in Newport, Uttlesford in Engeland. Het station is eigendom van Network Rail en wordt beheerd door Greater Anglia. 